# Endemol
Endemol je původem nizozemská televizní společnost vyrábějící formáty pro televize. Společnost vznikla v 90. letech v Nizozemsku a založil ji John De Mol. V roce 2006 ji koupila italská mediální skupina Mediaset Silvia Berlusconiho která má ve společnosti většinový podíl (více než 51%).
Dnes má hlavní sídlo v italském Miláně, ale pobočky se nacházejí například i v Londýně, Mnichově, Paříži a dalších městech.
Mezi největší úspěchy Endemolu patří reality show Big Brother. Mezi české pořady vyrobené na základě licence této společnosti patří Chcete být milionářem?, Ber nebo neber, Výměna manželek, Tvoje tvář má známý hlas a další.